# Reece Pass
Reece Pass är ett bergspass i Antarktis. Det ligger i Västantarktis. Inget land gör anspråk på området. Reece Pass ligger 992 meter över havet.
Terrängen runt Reece Pass är kuperad åt nordväst, men åt sydost är den platt. Trakten är obefolkad. Det finns inga samhällen i närheten. 